# Filmografia de Donald Glover
A filmografia do ator, produtor, roteirista e cantor Donald Glover inclui performances em diversos filmes estadunidenses das duas últimas décadas. Devido à sua versatilidade em cena ao assumir papéis diversificados e excêntricos, Glover costuma ser citado como um dos mais prodigiosos atores de sua geração e um dos mais aclamados atores afro-americanos da contemporaneidade. Glover cursou teatro durante sua adolescência na Geórgia e, posteriormente, graduou-se pela Escola de Artes Tisch da Universidade de Nova Iorque em 2006, tendo demonstrado interesse desde jovem pelo teatro musical e roteirização de peças teatrais.
A estreia de Glover nas telas ocorreu em 2003 quando foi contratado como roteirista do seriado de comédia 30 Rock. Glover permaneceu como roteirista da série até 2009 e neste mesmo período também escreveu esquetes da série CollegeHumor Originals. A partir de 2009, Glover foi contratado para escrever episódios da série de comédia dramática Community e ganhou notoriedade por sua performance como Troy Barnes, um adolescente complexo cuja vida evoluiu de um popular astro do futebol colegial para um jovem sensível e de emoções intensas. No mesmo ano, Glover teve sua estreia no cinema ao estrelar e produzir o filme de comédia Mystery Team juntamente com seu grupo de comédia independente. Apesar do baixo orçamento e produção independente, o filme recebeu críticas mistas da imprensa especializada e trouxe maior visibilidade ao ator no setor cinematográfico. Em 2011, Glover teve uma modesta atuação na comédia musical The Muppets, sétimo longa-metragem da franquia The Muppets, como um executivo da empresa CDE. Nos anos seguintes, Glover dedicou-se principalmente à dublagem em séries televisivas animadas e assumiu papéis secundários no cinema, como na comédia dramática The To Do List (2013) e Alexander and the Terrible, Horrible, No Good, Very Bad Day (2014).
Na metade da década de 2010, Glover passou a assumir papéis de maior destaque como a ficção científica de terror The Lazarus Effect (2015) e a ficção científica The Martian (2015) além de uma participação na comédia dramática Magic Mike XXL (2014). Em 2016, em um retorno às produções televisivas, Glover ganhou maior notoriedade ao estrelar, escrever e dirigir alguns episódios da série de drama Atlanta, na qual interpretou um jovem suburbano de Atlanta que sonha em tornar-se um astro do hip hop e melhorar as condições de vida de sua família. Atlanta foi altamente elogiada pela crítica pelo tom dramático e pela profundidade narrativa de seus personagens. No ano seguinte, Glover dividiu as telas com Tom Holland, Zendaya e Michael Keaton no filme de aventura Spider-Man: Homecoming (2017), o segundo filme do personagem no Universo Cinematográfico Marvel, onde interpretou o anti-herói Aaron Davis. No ano seguinte, Glover teve um ponto de virada em sua carreira cinematográfica ao interpretar o herói Lando Calrissian no faroeste espacial Solo: A Star Wars Story (2018), sendo sua atuação amplamente elogiada pela crítica e admiradores da franquia Star Wars. Em 2019, Glover deu voz ao protagonista Simba e dividiu as telas com Beyoncé e Chiwetel Ejiofor no filme musical The Lion King, remake do aclamado filme animado homônimo de 1994 e que integra o projeto de remakes em live-action da Disney. Neste mesmo ano, Glover dividiu as telas com Rihanna e Letitia Wright no drama musical Guava Island, dirigido por ele mesmo com base em um roteiro de seu irmão, Stephen Glover.

## Filmografia

### Cinema
| Ano  | Título                                                      | Papel | Papel      | Papel    | Papel            | Ref.   |
| Ano  | Título                                                      | Ator  | Roteirista | Produtor | Papel            | Ref.   |
| ---- | ----------------------------------------------------------- | ----- | ---------- | -------- | ---------------- | ------ |
| 2009 | Mystery Team                                                | Sim   | Sim        | Sim      | Jason Rogers     | [ 39 ] |
| 2011 | The Muppets                                                 | Sim   |            |          | Executivo da CDE | [ 40 ] |
| 2013 | The To Do List                                              | Sim   |            |          | Derrick          | [ 41 ] |
| 2013 | Clapping for the Wrong Reasons                              | Sim   | Sim        | Sim      | O Garoto         | [ 42 ] |
| 2014 | Alexander and the Terrible, Horrible, No Good, Very Bad Day | Sim   |            |          | Greg             | [ 43 ] |
| 2014 | Chicken and Futility                                        | Sim   | Sim        | Sim      | O Garoto         | [ 44 ] |
| 2015 | The Lazarus Effect                                          | Sim   |            |          | Niko             | [ 45 ] |
| 2015 | Magic Mike XXL                                              | Sim   |            |          | Andre            | [ 46 ] |
| 2015 | The Martian                                                 | Sim   |            |          | Rich Purnell     | [ 47 ] |
| 2017 | Spider-Man: Homecoming                                      | Sim   |            |          | Aaron Davis      | [ 48 ] |
| 2018 | Solo: A Star Wars Story                                     | Sim   |            |          | Lando Calrissian | [ 49 ] |
| 2019 | Guava Island                                                | Sim   | Sim        | Sim      | Deni Maroon      | [ 50 ] |
| 2019 | The Lion King                                               | Sim   |            |          | Simba (voz)      | [ 51 ] |
| 2023 | Spider-Man: Across the Spider-Verse                         | Sim   |            |          | Aaron Davis      | [ 52 ] |
| 2024 | Mufasa: The Lion King                                       | Sim   |            |          | Simba (voz)      | [ 53 ] |

### Televisão
| Ano  | Título                          | Papel | Papel      | Papel    | Papel                          | Ref.   |
| Ano  | Título                          | Ator  | Roteirista | Produtor | Papel                          | Ref.   |
| ---- | ------------------------------- | ----- | ---------- | -------- | ------------------------------ | ------ |
| 2005 | Late Night with Conan O'Brien   | Sim   |            |          | Criminoso                      |        |
| 2006 | 30 Rock                         | Sim   | Sim        |          | Tracy Jordan                   | [ 54 ] |
| 2007 | CollegeHumor Originals          | Sim   | Sim        |          | Troy Barnes                    |        |
| 2007 | Human Giant                     | Sim   |            |          | Garoto da WebCam               |        |
| 2009 | Live at Gotham                  | Sim   | Sim        |          | Ele mesmo                      |        |
| 2009 | Community                       | Sim   |            |          | Troy Barnes                    |        |
| 2010 | Robot Chicken                   | Sim   | Sim        |          | Mace Windu                     |        |
| 2010 | Comedy Central Presents         | Sim   | Sim        |          | Ele mesmo                      |        |
| 2011 | Regular Show                    | Sim   |            |          | Alpha Dog                      |        |
| 2011 | Funny as Hell                   | Sim   | Sim        |          | Ele mesmo                      |        |
| 2012 | Awkward Black Girl              | Sim   |            |          | Ele mesmo                      |        |
| 2012 | Donald Glover: Weirdo           | Sim   | Sim        |          | Ele mesmo                      |        |
| 2013 | Sesame Street                   | Sim   |            |          | LMNOP                          |        |
| 2013 | Girls                           | Sim   |            |          | Sandy                          |        |
| 2013 | Adventure Time                  | Sim   |            |          | Marshall Lee (voz)             |        |
| 2015 | Ultimate Spider-Man             | Sim   |            |          | Miles Morales (voz)            |        |
| 2015 | China, IL                       | Sim   |            |          | William "Transfer Billy" (voz) |        |
| 2016 | Atlanta                         | Sim   | Sim        |          | Teddy Perkins Senhor Chocolate |        |
| 2018 | Saturday Night Live             | Sim   |            |          | Ele mesmo                      |        |
| 2023 | Swarm                           |       | Sim        |          | —                              |        |
| 2023 | The Eric Andre Show             | Sim   |            |          | Ele mesmo                      |        |
| 2023 | Hora de Aventura: Fionna e Cake | Sim   |            |          | Marshall Lee (voz)             |        |
| 2024 | Mr. & Mrs. Smith                | Sim   | Sim        |          | John Smith                     |        |